# Anders Fogh Rasmussen
Anders Fogh Rasmussen, danski politik, * 26. januar 1953, Ginnerup, Jutland.
Po študiju ekonomije na Univerzi v Aarhusu leta 1978, je vstopil v politiko in bil isto leto izvoljen v Folketing. 
Nato pa je bil minister za obdavčenje Danske (1987-90), minister za gospodarstvo in obdavčenje Danske (1990-92) in predsednik Vlade Danske (2001-2009).
Od 1. avgusta 2009 do 1.oktobra 2014 je bil generalni sekretar Nata.